# Liga Mexicana de Béisbol 1994
La Temporada 1994 de la Liga Mexicana de Béisbol fue la edición 70. Los Diablos Rojos del México se coronaron campeones ganando la Serie Final 4 juegos a 3 a los Sultanes de Monterrey. De esta forma consiguieron el undécimo título de su historia. El mánager campeón fue Marco Antonio Vázquez y el batazo ganador lo dio Rogelio Cobos, que entró a batear de emergente y conectó un doble por la línea del jardín derecho.
Para esta temporada no hubo cambios de sede. Se divide la temporada en dos vueltas con asignación de puntos a cada equipo de acuerdo al lugar en que terminó. Califican los equipos con mayor cantidad de puntos sumando ambas vueltas. La asignación de puntos cambia con respecto a la temporada anterior; se otorgaban 8 puntos para el primer lugar, 7 para el segundo, y en adelante 6, 5, 4.5, 4, 3.5 y 3 al último lugar del standing. Se continúa con la división de equipos en Zona Norte y Zona Sur.

## Equipos participantes
| Liga Mexicana de Béisbol 1994 |                              |           |                                        |                                      |             |
| Zona                          | Equipo                       | Fundación | Ciudad                                 | Estadio                              | Capacidad   |
| Norte                         | Acereros del Norte           | 1974      | Monclova, Coahuila                     | Monclova                             | 8,500       |
| Norte                         | Algodoneros de Unión Laguna  | 1940      | Torreón, Coahuila                      | Revolución                           | 9,500       |
| Norte                         | Charros de Jalisco           | 1946      | Guadalajara, Jalisco                   | Tecnológico de la UDG                | 4,000       |
| Norte                         | Industriales de Monterrey    | 1989      | Monterrey, Nuevo León                  | Monterrey                            | 22,061      |
| Norte                         | Rieleros de Aguascalientes   | 1975      | Aguascalientes, Aguascalientes         | Alberto Romo Chávez                  | 6,494       |
| Norte                         | Saraperos de Saltillo        | 1970      | Saltillo, Coahuila                     | Francisco I. Madero                  | 16,000      |
| Norte                         | Sultanes de Monterrey        | 1939      | Monterrey, Nuevo León                  | Monterrey                            | 22,061      |
| Norte                         | Tecolotes de los Dos Laredos | 1940      | Nuevo Laredo, Tamaulipas Laredo, Texas | La Junta West Martin Field           | 7,800 5,000 |
| Sur                           | Diablos Rojos del México     | 1940      | México, D. F.                          | Seguro Social                        | 25,000      |
| Sur                           | Leones de Yucatán            | 1954      | Mérida, Yucatán                        | Kukulcán                             | 14,917      |
| Sur                           | Olmecas de Tabasco           | 1975      | Villahermosa, Tabasco                  | Centenario 27 de Febrero             | 8,500       |
| Sur                           | Pericos de Puebla            | 1938      | Puebla, Puebla                         | Hermanos Serdán                      | 12,100      |
| Sur                           | Petroleros de Minatitlán     | 1992      | Minatitlán, Veracruz                   | 18 de marzo de 1938                  | 7,500       |
| Sur                           | Piratas de Campeche          | 1980      | Campeche, Campeche                     | Venustiano Carranza                  | 6,000       |
| Sur                           | Rojos del Águila de Veracruz | 1903      | Veracruz, Veracruz                     | Deportivo Universitario "Beto Ávila" | 7,782       |
| Sur                           | Tigres Capitalinos           | 1955      | México, D. F.                          | Seguro Social                        | 25,000      |

## Posiciones

### Primera Vuelta
| Zona Norte     | Zona Norte | Zona Norte | Zona Norte | Zona Norte | Zona Norte |
| Equipo         | JG         | JP         | PCT        | JV         | PTS        |
| -------------- | ---------- | ---------- | ---------- | ---------- | ---------- |
| Saltillo       | 45         | 20         | .692       | -          | 8          |
| Unión Laguna   | 40         | 26         | .606       | 5.5        | 7          |
| Monterrey      | 40         | 27         | .597       | 6.0        | 6          |
| Monclova       | 34         | 33         | .507       | 12.0       | 5          |
| Industriales   | 33         | 33         | .500       | 12.5       | 4.5        |
| Dos Laredos    | 30         | 36         | .455       | 15.5       | 4          |
| Jalisco        | 30         | 37         | .448       | 16.0       | 3.5        |
| Aguascalientes | 23         | 43         | .348       | 22.5       | 3          |

| Zona Sur   | Zona Sur | Zona Sur | Zona Sur | Zona Sur | Zona Sur |
| Equipo     | JG       | JP       | PCT      | JV       | PTS      |
| ---------- | -------- | -------- | -------- | -------- | -------- |
| México     | 37       | 28       | .569     | -        | 8        |
| Yucatán    | 36       | 28       | .563     | 0.5      | 7        |
| Veracruz   | 34       | 28       | .548     | 1.5      | 6        |
| Campeche   | 32       | 34       | .485     | 5.5      | 5        |
| Tabasco    | 32       | 35       | .478     | 6.0      | 4.5      |
| Tigres     | 31       | 36       | .463     | 7.0      | 4        |
| Minatitlán | 26       | 40       | .394     | 11.5     | 3.5      |
| Puebla     | 23       | 42       | .354     | 14.0     | 3        |

### Segunda Vuelta
| Zona Norte     | Zona Norte | Zona Norte | Zona Norte | Zona Norte | Zona Norte |
| Equipo         | JG         | JP         | PCT        | JV         | PTS        |
| -------------- | ---------- | ---------- | ---------- | ---------- | ---------- |
| Industriales   | 41         | 21         | .661       | -          | 8          |
| Monterrey      | 39         | 24         | .619       | 2.5        | 7          |
| Monclova       | 35         | 29         | .547       | 7.0        | 6          |
| Dos Laredos    | 34         | 31         | .523       | 8.5        | 5          |
| Unión Laguna   | 32         | 31         | .508       | 9.5        | 4.5        |
| Saltillo       | 31         | 33         | .484       | 11.0       | 4          |
| Aguascalientes | 25         | 39         | .391       | 17.0       | 3.5        |
| Jalisco        | 21         | 40         | .344       | 19.5       | 3          |

| Zona Sur   | Zona Sur | Zona Sur | Zona Sur | Zona Sur | Zona Sur |
| Equipo     | JG       | JP       | PCT      | JV       | PTS      |
| ---------- | -------- | -------- | -------- | -------- | -------- |
| México     | 45       | 17       | .726     | -        | 8        |
| Campeche   | 32       | 23       | .582     | 9.5      | 7        |
| Veracruz   | 30       | 28       | .517     | 13.0     | 6        |
| Tigres     | 30       | 30       | .500     | 14.0     | 4.5      |
| Yucatán    | 30       | 30       | .500     | 14.0     | 4.5      |
| Minatitlán | 31       | 31       | .500     | 14.0     | 4.5      |
| Tabasco    | 27       | 32       | .458     | 16.0     | 3.5      |
| Puebla     | 10       | 54       | .156     | 36.0     | 3        |

### Global
| Zona Norte     | Zona Norte | Zona Norte | Zona Norte | Zona Norte | Zona Norte |
| Equipo         | JG         | JP         | PCT        | JV         | PTS        |
| -------------- | ---------- | ---------- | ---------- | ---------- | ---------- |
| Monterrey      | 79         | 51         | .608       | -          | 13         |
| Saltillo       | 76         | 53         | .589       | 2.5        | 12         |
| Industriales   | 74         | 54         | .578       | 4.0        | 12.5       |
| Unión Laguna   | 72         | 57         | .558       | 6.5        | 11.5       |
| Monclova       | 69         | 62         | .527       | 10.5       | 11         |
| Dos Laredos    | 64         | 67         | .489       | 15.5       | 9          |
| Jalisco        | 51         | 77         | .398       | 27.0       | 6.5        |
| Aguascalientes | 48         | 82         | .369       | 31.0       | 6.5        |

| Zona Sur   | Zona Sur | Zona Sur | Zona Sur | Zona Sur | Zona Sur |
| Equipo     | JG       | JP       | PCT      | JV       | PTS      |
| ---------- | -------- | -------- | -------- | -------- | -------- |
| México     | 82       | 45       | .646     | -        | 16       |
| Veracruz   | 64       | 56       | .533     | 14.5     | 12       |
| Yucatán    | 66       | 58       | .532     | 14.5     | 11.5     |
| Campeche   | 64       | 57       | .529     | 15.0     | 12       |
| Tigres     | 61       | 66       | .480     | 21.0     | 8.5      |
| Tabasco    | 59       | 67       | .468     | 22.5     | 8        |
| Minatitlán | 57       | 71       | .445     | 25.5     | 8        |
| Puebla     | 33       | 96       | .256     | 50.0     | 6        |

| Clasificado a los playoffs |

## Juego de Estrellas
Para el Juego de Estrellas de la LMB se realizaron dos partidos contra la Liga de Texas. El primer partido se disputó el 12 de junio en el Estadio de Béisbol Monterrey ganando el equipo de la Liga Mexicana 4-3 a la Liga de Texas, en donde fueron seleccionados como Jugadores Más Valiosos Daniel Fernández de los Diablos Rojos del México y el estadounidense Adam Casillas de los Industriales de Monterrey, ambos representantes de la LMB. El segundo partido se efectuó el 13 de junio en el Wolff Stadium de San Antonio, Texas, Estados Unidos, ganando la Liga de Texas 5-1, en el cual el estadounidense Jay Kirpatrick de San Antonio Missions fue designado como el MVP, representando a la Liga de Texas.

## Postemporada
Calificaron los 2 primeros lugares de cada zona de acuerdo al puntaje y de los 10 equipos restantes, calificaron los 2 mejores en porcentaje. Se enfrentaron los siguientes equipos:
|  | Primer Play off | Primer Play off |           |   | Finales de zona | Finales de zona |  |  | Serie Final | Serie Final |
|  |                 |                 |           |   |                 |                 |  |  |             |             |
|  |                 |                 |           |   |                 |                 |  |  |             |             |
|  |                 |                 |           |   |                 |                 |  |  |             |             |
|  |                 |                 |           |   |                 |                 |  |  |             |             |
|  | Saltillo        | 4               |           |   |                 |                 |  |  |             |             |
|  | Saltillo        | 4               |           |   |                 |                 |  |  |             |             |
|  | Industriales    | 1               |           |   |                 |                 |  |  |             |             |
|  | Industriales    | 1               | Saltillo  | 1 |                 |                 |  |  |             |             |
|  | Zona Norte      |                 | Saltillo  | 1 |                 |                 |  |  |             |             |
|  |                 | Monterrey       | 4         |   |                 |                 |  |  |             |             |
|  | Unión Laguna    | Monterrey       | 4         | 0 |                 |                 |  |  |             |             |
|  | Unión Laguna    |                 |           | 0 |                 |                 |  |  |             |             |
|  | Monterrey       | 4               |           |   |                 |                 |  |  |             |             |
|  | Monterrey       | 4               | Monterrey | 3 |                 |                 |  |  |             |             |
|  |                 |                 | Monterrey | 3 |                 |                 |  |  |             |             |
|  |                 | México          | 4         |   |                 |                 |  |  |             |             |
|  | Campeche        | México          | 4         | 3 |                 |                 |  |  |             |             |
|  | Campeche        |                 |           | 3 |                 |                 |  |  |             |             |
|  | Veracruz        | 4               |           |   |                 |                 |  |  |             |             |
|  | Veracruz        | 4               | Veracruz  | 0 |                 |                 |  |  |             |             |
|  | Zona Sur        |                 | Veracruz  | 0 |                 |                 |  |  |             |             |
|  |                 | México          | 4         |   |                 |                 |  |  |             |             |
|  | Yucatán         | México          | 4         | 1 |                 |                 |  |  |             |             |
|  | Yucatán         |                 |           | 1 |                 |                 |  |  |             |             |
|  | México          | 4               |           |   |                 |                 |  |  |             |             |
|  | México          | 4               |           |   |                 |                 |  |  |             |             |

## Designaciones
Fernando Rodríguez de Algodoneros de Unión Laguna y Elmer Dessens de los Diablos Rojos del México fueron nombrados con el premio al Novato del Año.

## Acontecimientos relevantes
- 17 de marzo: Francisco Montaño (Monclova) lanza juego sin hit ni carrera de 7 entradas al ganar 3-0 a Industriales. Montaño finalizó la campaña con 19 victorias.[2]
- 3 de mayo-10 de junio: Miguel Alicea impone récord de 15 juegos salvados de manera consecutiva. Al final dejó récord de 39 juegos salvados en total, el cual sería roto años después con los 41 de Luis Ignacio Ayala.